# Mussolini segreto. Diari 1932-1938
Mussolini segreto. Diari 1932-1938 è un libro a cura di Mauro Suttora, pubblicato da Rizzoli nel 2009 e contenente una parte dei diari scritti da Claretta Petacci durante il periodo in cui ella fu vicina sentimentalmente a Benito Mussolini. Si tratta solo di una parte dei diari redatti dall'amante del duce - quella che va dal 1932 al 1938 - e la sua pubblicazione è potuta avvenire solo a circa settant'anni dalla loro stesura. In questo periodo i testi raccolti e riordinati da Suttora erano stati conservati nell'Archivio Centrale dello Stato.

## Contenuto
I diari tenuti da Petacci negli anni centrali del decennio degli anni trenta, scandiscono un periodo storico che vide maturare in Europa eventi di gravità eccezionale: la nascita dell'Asse Roma-Berlino, la promulgazione delle leggi razziali fasciste, l'annessione nazista dell'Austria.
Di questi argomenti, Mussolini discute con Petacci, divenuta - oltre che l'amante - la sua 'consigliera', la persona a cui poteva confidare i pensieri più reconditi (e che secondo taluni storici potrebbe essere stata anche una sorta di spia o un tramite fra lo stesso Mussolini e il premier britannico Winston Churchill).

## L'ostracismo nei confronti dei diari
Come spiegato nelle note di copertina, la pubblicazione dei diari di Claretta Petacci è stata in passato oggetto di ostracismo: gli scritti della donna che fu accanto fino alle ultime ore di vita al duce del fascismo, condividendone la fine, vanno al di là della semplice annotazione diaristica rivelandosi una testimonianza d'eccezione dell'Italia al tempo del fascismo, con una minuzia di particolari riguardo ad "ogni mossa, ogni parola, ogni preoccupazione del Duce", colto "sia nei pomeriggi d'amore a Palazzo Venezia o sulla spiaggia di Castelporziano" o ancora sulle nevi del Terminillo; particolare interesse rivestono perciò le osservazioni di Mussolini, rese in momenti di intimità, a proposito di Adolf Hitler o riguardo alla sua posizione nei confronti dell'ebraismo e degli ebrei, i popoli vicini di Francia, Spagna e Inghilterra.

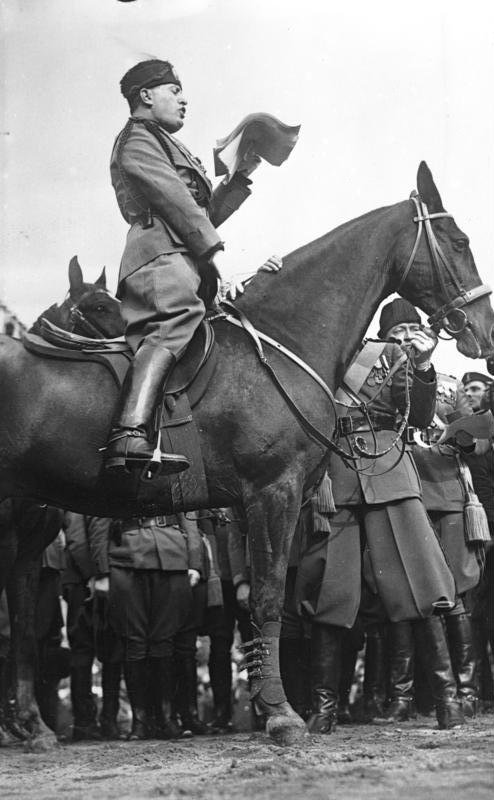
Mussolini a cavallo nel 1928 mentre tiene un discorso

Le vicende private del dittatore sono accompagnate, nelle annotazioni, dalla forte gelosia di Petacci che sospetta l'amante di tradirla con altre donne sia a Palazzo Venezia che nella Villa Torlonia di Roma da lui abitata con la famiglia. In una dépendance della villa abita infatti una delle favorite del duce: Romilda Ruspi Mingardi. Ogni sera, tornato a casa, e di nascosto dalla moglie ovviamente, Mussolini deve chiamare Petacci per tranquillizzarla. Lei annota minuziosamente, in maniera quasi maniacale, l'orario e il contenuto di ogni telefonata fornendo poi un resoconto quasi stenografico di quanto avvenuto nella giornata.

## Mussolini confidenziale
Via via che gli incontri fra Claretta Petacci e il duce si fanno più intimi (fra il 1934 e il 1936 la loro relazione aveva avuto prevalentemente un aspetto platonico), gli appunti della donna mettono in risalto più sfaccettature dell'uomo Mussolini, spesso sorpreso in momenti idilliaci nell'estasi del rapimento amoroso e capace di commuoversi alla lettura di versi poetici particolarmente toccanti, come annotato in data 27 febbraio 1938:
Legge con la sua voce morbida, con inflessioni uniche. Poi sfoglia e si ferma ad una triste e poetica di un bimbo che muore, e chiede alla mamma la divisa È semplice e piana, profondamente umana, tanto commovente che la voce gli manca. È commosso, non può proseguire, ha un nodo alla gola e si ferma. Poi cerca di riprendere, ma quando il bimbo prega tremante la mamma che sorride soffrendo lo strazio, si ferma. Non può più, i suoi occhi sono pieni di lagrime. Sposta il libro verso di me. Io piego la testa, accosto la mia guancia alla sua, e leggiamo così uniti, commossi, in silenzio.»

## Analisi storica
Claretta Petacci, che veniva chiamata al telefono fino a una dozzina di volte al giorno da colui che chiamava confidenzialmente Ben, dà conto nei suoi diari di come i suoi incontri con il duce avvenissero spesso fra la semiufficialità e la clandestinità. Come quando (26 febbraio 1938) egli la invita ad andare a osservarlo mentre cavalca a Villa Borghese. Scrive Petacci:
Passa prima a piccolo galoppo e non mi vede. Poi, continuando in una corsa ventre a terra, mi vede, mi sorride luminoso. E ripassando ancora al passo mi sorride, lo saluto, risponde guardandomi con immensa dolcezza.  [...] È divino, grande come un Dio possente, splendido di forma. A volte si drizza sulle staffe con le briglie quasi lasciate sul collo del cavallo come un coy-boy (sic). Va come un fulmine, fra l'ammirazione, l'ansia e l'entusiasmo di chi è accorso ad ammirarlo.»
Più tardi, al telefono, Mussolini chiederà all'amante un giudizio sull'esibizione equestre, come gli è sembrato lui e quali siano state le reazioni dei presenti, aggiungendo, in replica a ulteriori rimostranze della gelosissima Petacci:
Nella presentazione del suo lavoro, il curatore Suttora spiega che dei primi cinque anni di relazione fra Petacci e Mussolini sono rimasti solo biglietti, lettera e le trascrizioni di qualche telefonata o colloqui. Di fatto, il 'diario' vero e proprio inizia nell'ottobre 1937, quando cioè il rapporto sentimentale fra i due è sfociato in una relazione intima da circa un anno. Da questo punto, la naturale grafomania di Petacci si palesa in maniera evidente: nel solo 1938 si registrano 1.810 pagine.
In questo senso il lavoro di elaborazione del testo ha richiesto un'opera di selezione, con l'eliminazione di quasi la metà dei fogli (segnatamente quelli contenenti fantasie amorose ripetitive o episodi di scarsa rilevanza).
Lo stesso Suttora spiega in introduzione che i diari hanno avuto - da subito - una storia complicata e affascinante. Il 18 aprile 1945, pochi giorni prima della cattura e della morte con Mussolini, Petacci li affidò alla contessa Rina Cervis la quale li seppellì nel giardino della propria villa a Gardone Riviera (BS). Solo cinque anni dopo, nel 1950, gli scritti furono recuperati dai carabinieri e posti sotto sequestro. Il segreto di stato sul loro contenuto è stato reiterato da tutti i governi italiani che si sono succeduti dalla fine della seconda guerra mondiale. Non viene peraltro escluso che possano essere stati visionati da addetti dei servizi segreti statunitense ed inglese.
La sorella di Claretta Petacci, Myriam, si è battuta invano fino alla morte, avvenuta nel 1991, per riavere i testi redatti dalla congiunta. La battaglia è stata proseguita e portata a compimento in seguito da Ferdinando Petacci, nipote di Claretta ultimo e unico erede della famiglia e perciò titolare dei diritti di pubblicazione dei diari.
In chiusura di presentazione, Suttora riporta una valutazione espressa il 15 ottobre 1950 da Emilio Re, ispettore generale degli archivi di Stato, nella relazione destinata al Ministero degli Interni e riguardante i diari:
Il volume è completato da un apparato bibliografico, un indice dei nomi e da riproduzioni originali di pagine del diario.